# Fredrik Reinfeldt
John Fredrik Reinfeldt (født 4. august 1965) en svensk liberalkonservativ politiker, der var Sveriges statsminister fra 2006 til 2014. Han var partileder for det liberal-konservative parti Moderaterne fra 2003 til 2015.
Reinfeldt har siden marts 2023 været ordførende for Sveriges fodboldforbund.

## Biografi
Reinfeldt er søn af Bruno og Birgitta Reinfeldt. Han blev valgt som partileder for Moderaterne den 25. oktober 2003, hvor han efterfulgte Bo Lundgren, og var efter dannelsen af Alliance for Sverige statsministerkandidat for den borgerlige fløj i det svenske parlament. Ved Riksdagsvalget 2006 fik den borgerlige fløj flertal, og Reinfeldt blev svensk statsminister.
Reinfeldts Alliance for Sverige tabte valget i september 2014, og Reinfeldt meddelte på valgaftenen, at han trådte tilbage som statsminister og senere hen som leder af Moderaterne. Statsministerposten blev overtaget af Stefan Löfven fra Socialdemokraterne. Senere har Reinfeldt fået en post, hvor han skal bidrage til at gøre folk mindre udsat for kriminalitet i hverdagen.
I 2016 holdt Reinfeldt en tale for indvandrerungdom i Södertälje, hvor han sagde: "Ursvenskt är bara barbariet. Resten av utvecklingen har kommit utifrån." 